# ديفيد بيغاس
ديفيد بيغاس (بالإسبانية: David Bigas) (ولد في 19 يونيو 1994) هو لاعب كرة قدم إسباني يلعب كلاعب وسط.

## روابط خارجية
- ديفيد بيغاس على موقع قاعدة بيانات كرة القدم.إي يو (الإنجليزية)
- ديفيد بيغاس على موقع Soccerway.com (الإنجليزية)
- ديفيد بيغاس على موقع AS.com (الإسبانية)